# 長體裸胸鱔
長體裸胸鱔，又稱長體裸胸鯙，為輻鰭魚綱鰻鱺目鯙亞目鯙科的其中一種，分布於西南太平洋的澳洲海域，為底棲性魚類，生活在礁石區，屬肉食性，生活習性不明。

## 擴展閱讀
維基物種上的相關：長體裸胸鱔